# Rhys Thornbury
Rhys Thornbury (Viveash, 15 gennaio 1990) è uno skeletonista neozelandese.

## Biografia
Ha esordito in Coppa del Mondo di skeleton nel 2015. Ai mondiali di  Schönau am Königssee 2017 ha ottenuto l'11º posto.
Ha rappresentato la Nuova Zelanda ai Giochi olimpici invernali di Pyeongchang 2018, classificandosi 14º nel singolo.
Fa parte della Royal Air Force britannica.